# Hugo-Heinz Schmick
Hugo-Heinz Schmick (* 30. März 1909 in Gelsenkirchen; † 19. Oktober 1982 in Pasing) war ein deutscher Chirurg, SS-Führer und KZ-Arzt.

## Leben
Schmick absolvierte nach dem Abschluss seiner Schullaufbahn ein Studium der Medizin an den Universitäten Marburg und Göttingen. In Göttingen promovierte Schmick 1935 mit der Dissertation „Wandlungen in der Technik der geburtshilflichen Operationen in den letzten 10 Jahren“ zum Dr. med.
Im Jahre 1935 wurde er Mitglied der NSDAP (Mitgliedsnummer 3.681.138). Als Mitglied der SS (Mitgliedsnr. 84.693) erreichte er im November 1942 den Rang eines SS-Obersturmbannführers der Reserve der Waffen-SS. Ab 1936 war er als Truppenarzt bei der Leibstandarte SS Adolf Hitler eingesetzt. Von Oktober 1939 bis Juli 1940 war Schmick Lagerarzt im KZ Sachsenhausen und führte dort Menschenversuche mit dem Kampfgas Gelbkreuz  an Häftlingen durch. Danach war er bis Mai 1941 im SS-Lazarett Hohenlychen tätig. Von August 1943 bis August 1944 war Schmick an der chirurgischen Abteilung der Universitätsklinik in Jena beschäftigt. Ab April 1944 führte Schmick zusätzlich im KZ Buchenwald mehrere Monate Medizinversuche an Häftlingen zur „Beizung mit konzentrierter Carbolsäure bei infizierten Wunden“ durch. Von Oktober 1944 an war Schmick als Kommandeur der Sanitätsabteilung bei der SS-Gebirgs-Division Nord eingesetzt.
Nach Kriegsende war Schmick als Chirurg in Gräfelfing tätig. Wegen der Menschenversuche im KZ Buchenwald leitete die Staatsanwaltschaft München 1960 ein Ermittlungsverfahren gegen Schmick ein, das jedoch eingestellt wurde. Auch wegen der Kampfgasversuche im KZ Sachsenhausen wurde gegen Schmick ermittelt.